# Влад II Дракул
Влад II Дракул (30 августа 1400? — 1447) — валашский господарь (1436—1442, 1443—1447); второй сын Мирчи Старого; династии Басарабов. Прозвище Дракул рум. dracul (дра́кул) — дракон — получил, являясь c 1431 года рыцарем Ордена Дракона, основанного Сигизмундом Люксембургом, императором и венгерским королём.

## Ранние годы. На службе у императора
В раннем детстве Влад был отправлен своим отцом ко двору венгерского короля в Буду в качестве заложника. Повзрослев, около 1422 года Влад уезжает ко двору короля Польши, а затем оказывается при дворе турецкого султана Мурада II. По свидетельству византийских историков (Халкокондила и других), Влад принимал участие в осаде Мурадом II Константинополя в 1422 году. Однако через несколько лет он вновь вернулся ко двору императора Сигизмунда, где ему было поручено (около 1430 года) оборонять южные границы Трансильвании от турецких набегов. В начале 1431 года император Сигизмунд посвятил Влада в рыцари Ордена Ладисласа и Ордена Дракона. В том же 1431 году в Нюрнберге император короновал Влада II господарем Валахии. 8 февраля 1431 года Влад II утвердил привилегию, даровавшую ордену францисканцев право свободно исповедовать католичество на территории Валахии. В этом документе Влад II уже использовал привычный титул «Милостью Божьей, господарь Валахии, герцог Амласа и Фагараша». Однако фактически властью над Валахией Влад не обладал и до 1436 года находился в Сигишоаре, продолжая охранять южные границы Трансильвании. Император даровал ему право чеканки монеты и Влад учредил в Сигишоаре монетный двор. В следующие 5 лет чеканка венгерских королевских монет стала основным доходом Влада Дракула.

## Первое правление. Турецкое пленение
После смерти его брата Александра I Алди, находившегося в полной зависимости от османов, Влад Дракула при поддержке императора Сигизмунда в сентябре 1436 года перешёл Карпаты и занял престол Валахии. Первое время Влад II находился под влиянием турецких беев и платил дань султану, однако 20 января 1437 года он издал хартию, в которой провозглашал себя «Помазанником Божьим, самодержцем, великим воеводой и господарем всей Венгровалахии и герцогом Фагараша и Амласа». Вскоре однако ситуация изменилась: в связи со смертью Сигизмунда (1437) влияние Венгрии на Валахию уменьшилось и Влад вынужден был вернуться под протекторат Турции. Когда в 1438 году султан Мурад II двинулся в Европу с большой армией, собираясь подчинить Трансильванию, валашский господарь был вынужден сопровождать его в качестве проводника. Взять Сибиу и Брашов турки не смогли, но жгли и грабили окрестности свыше шести недель и захватили множество пленников. Влад во время этой кампании убедил жителей осаждённого турками г. Себиша сдать город и переселиться в Валахию.
В середине 1442 года победитель турок Янош Хуньяди, воевода Трансильвании, с санкции короля Венгрии посадил на трон Валахии Басараба II — одного из сыновей Дана II. Владу Дракулу вновь пришлось искать союза с Турцией. В июле 1442 года, получив от турецкого посланника охранную грамоту, Влад лично отправился в Адрианополь к султану Мураду II с данью, однако там его обвинили в измене и заключили в тюрьму. Влад Дракул был освобождён лишь после приезда в качестве заложников его малолетних сыновей — Влада (будущего Цепеша) и Раду.

## Возвращение из плена и союз с Венгрией
После военных успехов венгерского воеводы Яноша Хуньяди турки поспешили заключить мир. По одному из пунктов Адрианопольского мирного договора, подписанного 12 июня 1444 года, Влад оставался данником султана, но освободился от обязанности привозить дань лично. Валашский господарь решил повернуть против турок и признать сюзеренитет Венгрии. Когда король венгерский и польский Владислав III выступил в крестовый поход, Влад поспешил к нему на помощь. Он прибыл под Никополь с 4000—7000 всадников, которые должны были сопровождать Владислава под командой двух сыновей Влада. По сведениям Длугоша, когда Влад увидел малочисленное крестоносное войско, он призвал короля повернуть назад, заявляя, что султан для охоты собирает людей больше, чем Владислав созвал в крестовый поход.
После поражения при Варне и гибели короля, Янош Хуньяди отступил к Дунаю, где был захвачен Владом в плен. Причиной пленения было, вероятно, то, что войска Хуньяди грабили территорию Валахии по пути к Варне, а сам он оклеветал Влада в присутствии короля Владислава. Так или иначе, венгерский воевода, внеся крупный выкуп, был через некоторое время освобождён. В 1445 году при поддержке Хуньяди Влад отвоевал у османов Джурджу, а весной 1446 г. отразил вторгнувшуюся армию уджбея Давуда.
В 1447 году Влад Дракул был убит и престол Валахии занял венгерский ставленник Владислав II. От отца прозвище Дракул перешло к сыновьям, в первую очередь к Владу III Цепешу. Мрачная репутация Колосажателя привела к тому, что прозвище стало осмысливаться как «дьявол». Впрочем, другой сын Влада II стал известен как Влад Монах.

## Образ в кино
- «Князь Дракула» / «Dark Prince: The True Story of Dracula» (США; 2000) режиссёр Джо Чаппелль, в роли Влад II — Дан Бадарау.